# Ceropegia porphyrotricha
Ceropegia porphyrotricha är en oleanderväxtart som beskrevs av W. W. Smith. Ceropegia porphyrotricha ingår i släktet Ceropegia och familjen oleanderväxter. Inga underarter finns listade i Catalogue of Life.